# Towa Oshima
Towa Oshima (大島永遠 Ōshima Towa?) es una mangaka
japonesa. Nació el 2 de febrero de 1979 en Tokio, Japón y es hija del mangaka Yasuichi Oshima.
Uno de sus trabajos más conocidos es el manga del género ecchi Girl's High School que fue adaptado al anime con el nombre de Girl's High.

## Obras conocidas
- 女子高生─バカ軍団 ─(High School Girls), publicado en inglés y serializado en EE. UU. por DrMaster; y serializado en Japón por COMIC HIGH!.
- メルカノ。 (Merukano.), serializado en Japón por Monthly Sunday Gene-X.
- 同棲レシピ (Dōsei Reshipi), serializado en Japón por Square Enix's Bi-Weekly Young Gangan.